# 龙田事件
龙田事件是发生于1931年12月27日到28日的流血冲突。福建省福清县龙田半岛几万农民因当地军队残暴行径攻击了2500名左右原为土匪的士兵。有一大半士兵死亡，农民也损失惨重。1932年1月27日，冲突因从福州开来的援军换防而停止。

## 起因
- 士兵绑架村民勒索赎金，拍卖抢来的货物并严刑拷打抵抗他们的农民。
- 士兵奸当地妇女